# Mancala
Mancala er en spilfamilie, hvor spillebrættet består af et antal huller med sten eller kugler. Hvert træk udføres ved at man tager stenene i et hul og lægger dem en ad gangen i de efterfølgende huller. På engelsk kaldes denne spiltype således undertiden sowing games (så-spil). I Danmark er kalaha nok er det mest kendte medlem af mancala-familien. Andre udbredte spil er Oware, Sungka og Bao.
Mancala-spil kendes især i Afrika og dele af Asien.
Navnet mancala kommer fra det arabiske ord naqala (direkte oversat: "at flytte").